# روبرتو پورتا

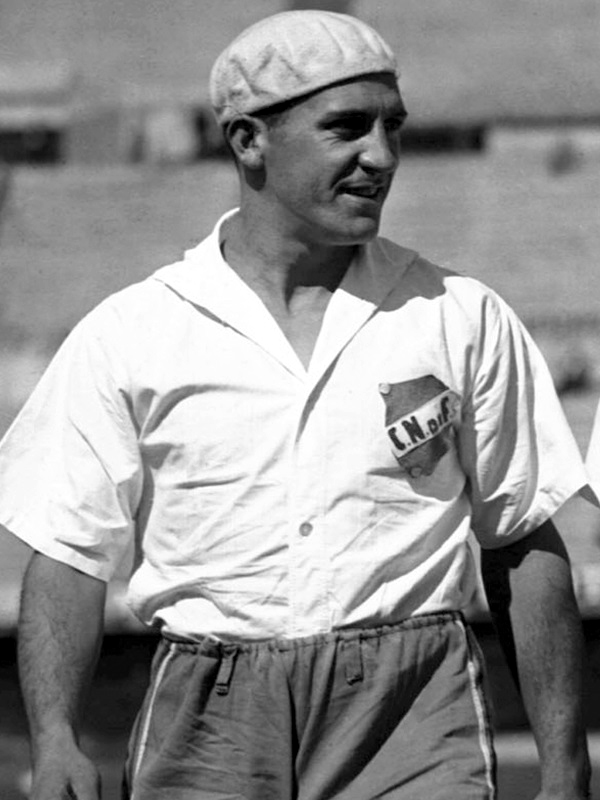
«روبرتو پورتا» بازیکن فوتبال اهل ایتالیا

روبرتو پورتا (به ایتالیایی: Roberto Porta) بازیکن فوتبال و اهل ایتالیا است که از سال ۱۹۳۵ میلادی عضو تیم ملی فوتبال ایتالیا بوده و در ۱ بازی ملی حضور داشته‌است. او در بازی‌های ملی‌اش گلی به ثمر نرساند.
روبرتو پورتا آخرین بازی ملی خود را در سال ۱۹۳۵ میلادی انجام داد.